# Interstate 99
Interstate 99 (I-99) é uma rodovia interestadual com dois segmentos sendo um localizado no centro da Pensilvânia e o outro no sul de Nova Iorque. O terminal sul da estrada fica perto da saída 146 da Pennsylvania Turnpike (I-70/I-76) a norte de Bedford, onde a estrada continua para sul como U.S. Route 220 (US 220). O terminal norte do segmento da Pensilvânia situa-se numa intersecção com Musser Lane, pouco antes de chegar à I-80, perto de Bellefonte. O segmento de Nova Iorque segue a US 15 desde a fronteira entre a Pensilvânia e Nova Iorque até um cruzamento com a I-86 em Corning. Na Pensilvânia, a I-99 passa por Altoona e State College - esta última onde se situa a Universidade Estadual da Pensilvânia - e é totalmente concorrente da US 220. Os planos a longo prazo preveem que os dois segmentos da I-99 sejam ligados utilizando partes da I-80, US 220 e US 15 através da Pensilvânia.
Ao contrário da maioria dos números das autoestradas interestaduais, que foram atribuídos pela Associação Americana de Funcionários Estaduais de Estradas e Transportes (AASHTO) para se enquadrarem numa grelha, o número da I-99 foi inscrito na Seção 332 da Lei de Designação do Sistema Nacional de Estradas de 1995 por Bud Shuster, então presidente da Comissão de Transportes e Infraestruturas da Câmara dos Representantes dos Estados Unidos, patrocinador do projeto de lei e representante do distrito através do qual a rodovia passa. A I-99 viola a convenção de numeração da AASHTO associada às rodovias interestaduais, uma vez que deveria situar-se a leste da I-97, mas situa-se a leste da I-79 e a oeste da I-81.